# James Webber Smith
James Webber Smith (Hampshire, 19 novembre 1778 – Brighton, 21 marzo 1853) è stato un generale britannico.

## Biografia
Nacque nel 1778 nell'Hampshire, e venne battezzato l'anno successivo a Havant. Era figlio del contrammiraglio Charles Webber e della moglie Anne Heron, anche se non è improbabile che fosse in realtà frutto di una relazione extraconiugale della madre con William Smith, un funzionario governativo che nel 1784, dopo la morte del marito della donna, la sposò dando il proprio cognome al giovane.
Si arruolò nell'esercito britannico nel 1795, venendo subito promosso primo tenente. Da allora combatté durante tutte le successive guerre napoleoniche, partecipando a numerose battaglie. Si distinse durante la decisiva battaglia di Vitoria, ottenendo il grado di maggiore, occupandosi poi di cacciare le armate francesi dalla Spagna. Rientrato in Inghilterra, venne improvvisamente richiamato nel 1815 durante i Cento Giorni, partecipando alla battaglia di Waterloo. Durante l'ultima grande battaglia delle guerre napoleoniche Webber Smith comandò una batteria di sei cannoni, contribuendo significativamente alla disfatta francese e all'inseguimento finale inglese di Napoleone.
Dopo la fine delle guerre napoleoniche continuò la carriera nell'esercito, salendo sempre più di grado. In riconoscimento dell'eroismo dimostrato in guerra, divenne Compagno dell'Ordine del Bagno. Nel 1848 divenne colonnello comandante del 4º Reggimento d'Artiglieria, venendo infine promosso tenente generale nel 1851.
Fu sposato dal 1807 con Eleanora Simeon, figlia di sir John Simeon, I baronetto Simeon. Da lei ebbe due figli: James (1809-1878), a sua volta generale nell'esercito britannico, e Clara (?-1870). Il generale ebbe discendenti illustri da entrambi i figli: l'attore David Niven era infatti un pronipote del figlio, mentre il tennista e assassino Vere St. Leger Goold era l'ultimogenito della figlia.
Morì nel 1853, dopo quasi sessant'anni di servizio ininterrotto, a Brighton, venendo sepolto nella vicina località balneare di Hove.

## Onorificenze

### Onorificenze britanniche
Ricevette inoltre alcune medaglie in oro e argento per le sue imprese belliche, così come molte fibbie commemorative.